# Paolo Genovese
Paolo Genovese (Roma, 20 agosto 1966) è un regista e sceneggiatore italiano.

## Biografia
Si diploma al Liceo classico statale Giulio Cesare di Roma e poi si laurea in Economia e Commercio alla Università "La Sapienza". Ha iniziato la sua carriera come autore e regista di spot pubblicitari presso l'agenzia McCann Erickson Italia di Milano. Nel 1998 gira insieme a Luca Miniero il cortometraggio candidato al David di Donatello, Incantesimo napoletano, che nel 2002 diviene il film omonimo, diretto sempre insieme a Luca Miniero. 
In campo pubblicitario ha diretto molte campagne pubblicitarie, tra queste Tim, Tre, McDonald's , Buitoni, Algida, Findus e Corriere della Sera.
Nel 2006 ha diretto con Luca Miniero la serie televisiva Nati ieri, trasmessi su Canale 5 e Rete 4, cui ha fatto seguito, nel 2008, la serie Amiche mie, trasmessa su Canale 5.
Nel 2007 il film Viaggio in Italia - Una favola vera, anche questo girato con Luca Miniero, è stato trasmesso a puntate durante la trasmissione televisiva Ballarò. 
Nel 2010 ha diretto, questa volta da solo La banda dei Babbi Natale, con Aldo, Giovanni e Giacomo, che ha incassato più di 20 milioni di euro, mentre l'anno seguente è la volta di Immaturi, altro successo al botteghino.
Nel 2012 dirige Immaturi - Il viaggio, sequel del film del 2011; nello stesso anno esce il film Una famiglia perfetta. Nel 2014 dirige il film Tutta colpa di Freud, che si rivela invece un successo, mentre nel 2015 torna al cinema col film Sei mai stata sulla Luna?.
Nel 2016 il suo film Perfetti sconosciuti ottiene un buon incasso al botteghino; in seguito Genovese riceve molteplici proposte di acquisto dei diritti per fare della sua pellicola un remake. Il 18 aprile dello stesso anno il film vince il David di Donatello per il miglior film e il David di Donatello per la migliore sceneggiatura; qualche giorno dopo, la sceneggiatura dell'opera viene anche premiata al Tribeca Film Festival. Nel 2017 dirige il film The Place, che si rivela un discreto successo al botteghino.
Genovese ha fatto parte della Giuria della sezione ufficiale nella 75ª Mostra internazionale d'arte cinematografica di Venezia (2018).
Dal 2016 è direttore artistico della società Leone Film Group.
Ha scritto due romanzi per Einaudi: Il primo giorno della mia vita e Supereroi, e un altro per Mondadori: Tutta colpa di Freud.
Nel 2021 dirige Gli Amigos, mediometraggio, commissionato dal consorzio Parmigiano Reggiano, la cui trama ha al centro il prodotto omonimo. La produzione viene duramente criticata per la rappresentazione edulcorata delle condizioni lavorative di sfruttamento di uno dei personaggi, Renato, detto Renatino, dipendente del consorzio da quando aveva 18 anni e che da allora lavora 365 giorni all'anno senza per questo aver mai avuto l'occasione di fare viaggi ed esperienze, e che per questa dedizione viene definito "un grande" dal gruppo dei protagonisti che visitano lo stabilimento in cui lavora.
Il 2023 è l’anno della prima regia teatrale con l'adattamento di Perfetti sconosciuti, della messa in onda della sua prima serie diretta in solitaria, I leoni di Sicilia, oltreché di un piccolo cameo nella serie Sky Call My Agent - Italia.

## Vita privata
Paolo Genovese vive a Roma, è sposato con Federica Rizzo ed ha tre figli: Pietro, Matteo ed Emma. Grande tifoso della S.S. Lazio, in ogni suo film inserisce sempre la sua squadra del cuore.

## Filmografia

### Regista

#### Cinema
- Incantesimo napoletano, co-diretto con Luca Miniero (2002)
- Nessun messaggio in segreteria, co-diretto con Luca Miniero (2005)
- Questa notte è ancora nostra, co-diretto con Luca Miniero (2008)
- La banda dei Babbi Natale (2010)
- Immaturi (2011)
- Immaturi - Il viaggio (2012)
- Una famiglia perfetta (2012)
- Tutta colpa di Freud (2014)
- Sei mai stata sulla Luna? (2015)
- Perfetti sconosciuti (2016)
- The Place (2017)
- Supereroi (2021)
- Il primo giorno della mia vita (2023)
- Follemente (2025)

#### Televisione
Regista
- Viaggio in Italia - Una favola vera, co-diretto con Luca Miniero – film TV (2007)
- Nati ieri, co-diretto con Luca Miniero – serie TV
- Amiche mie, co-diretto Con Luca Miniero
- I leoni di Sicilia – serie TV (2023)

Sceneggiatore/Produttore creativo
- Immaturi - La serie – serie TV
- Tutta colpa di Freud - La serie – serie TV

#### Cortometraggi
- Piccole cose di valore non quantificabile, co-diretto con Luca Miniero (1999)

#### Videoclip
- Fiorella Mannoia - Perfetti sconosciuti (2015)
- Ultimo - Supereroi (2021)

### Sceneggiatore

#### Cinema
- Incantesimo napoletano (2002)
- Nessun messaggio in segreteria (2005)
- Viaggio in Italia - Una favola vera (2007)
- Questa notte è ancora nostra (2008)
- Immaturi (2011)
- Immaturi - Il viaggio (2012)
- Una famiglia perfetta (2012)
- Un fantastico via vai, regia di Leonardo Pieraccioni (2013)
- Ti ricordi di me?, regia di Rolando Ravello (2014)
- Tutta colpa di Freud (2014)
- Sei mai stata sulla Luna? (2015)
- Perfetti sconosciuti (2016)
- Se mi lasci non vale, regia di Vincenzo Salemme (2016)
- The Place (2017)
- Per tutta la vita (2021)
- Supereroi (2021)
- Il primo giorno della mia vita (2023)

#### Televisione
- Tutta colpa di Freud – serie TV (2021) - anche creatore e produttore
- Gli Amigos – mediometraggio (2021)

### Attore

#### Televisione
- Call My Agent - Italia – serie TV, episodio 1x01 (2023) cameo

## Opere
- Tutta colpa di Freud, Milano, Mondadori, 2014 ISBN 978-88-04-63763-9.
- Il primo giorno della mia vita, Torino, Einaudi, 2018 ISBN 978-88-06-23912-1.
- Supereroi, Torino, 2020, Einaudi, ISBN 9788806246105

## Riconoscimenti
- David di Donatello 2016 – Miglior film per Perfetti sconosciuti[9]
- David di Donatello 2016 – Migliore sceneggiatura per Perfetti sconosciuti[10]
- Nastri d'argento 2016 – Migliore commedia per Perfetti sconosciuti[11]
- Ciak d'oro 2016 – Miglior film per Perfetti sconosciuti[12]
- Ciak d'oro 2016 – Miglior sceneggiatura per Perfetti sconosciuti[12]
- Globi d'oro 2009 - Miglior opera prima per Incantesimo napoletano
- Globi d'oro 2016 - Miglior commedia per Perfetti sconosciuti[13]
- Tribeca Film Festival 2016 – Miglior sceneggiatura per Perfetti sconosciuti
- Premio Flaiano per il cinema (2016)
- Premio Vincenzo Crocitti International "Premio speciale alla regia" (2018)